# Laniocera rufescens
La  plañidera moteada (Laniocera rufescens), también conocida como plañidera jaspeada o plañidera moteada, es una especie de ave paseriforme de la familia Tityridae.  Es un pequeño ave insectívoro, nativo de América Central y el noroeste de Sudamérica. Tiene tres subespecies reconocidas.

## Distribución y hábitat
Su área de distribución incluye México, Belice, Guatemala, Honduras, Nicaragua, Costa Rica, Panamá, Colombia y Ecuador.
Su hábitat se compone de humedales y bosque subtropical y tropical.
Se encuentra en los niveles alto y medio del sotobosque del bosque húmedo, por debajo de los 1000 m de altitud, cerca de las quebradas, márgenes de corrientes de agua y pantanos.

## Descripción
Mide 20 cm de longitud y pesa 48 g. El plumaje del cuerpo y la cabeza es rufo, con la coronilla más oscura y la rabadilla más clara. Presenta un escamado delgado o un barreteado fusco en las partes superiores y el pecho. Las coberteras alares son fuscas con borde grueso rufo. Los machos presentan un parche entre amarillo y anaranjado en el pecho, que generalmente está oculto. El pico es negruzco, excepto la base de la mandíbula que es grisácea; las patas son grises.

## Subespecies
Se reconocen las siguientes subespecies:
- Laniocera rufescens griseigula Meyer de Schauensee, 1950
- Laniocera rufescens rufescens (P. L. Sclater, 1858)
- Laniocera rufescens tertia (Hartert, 1902)